# 處死湖

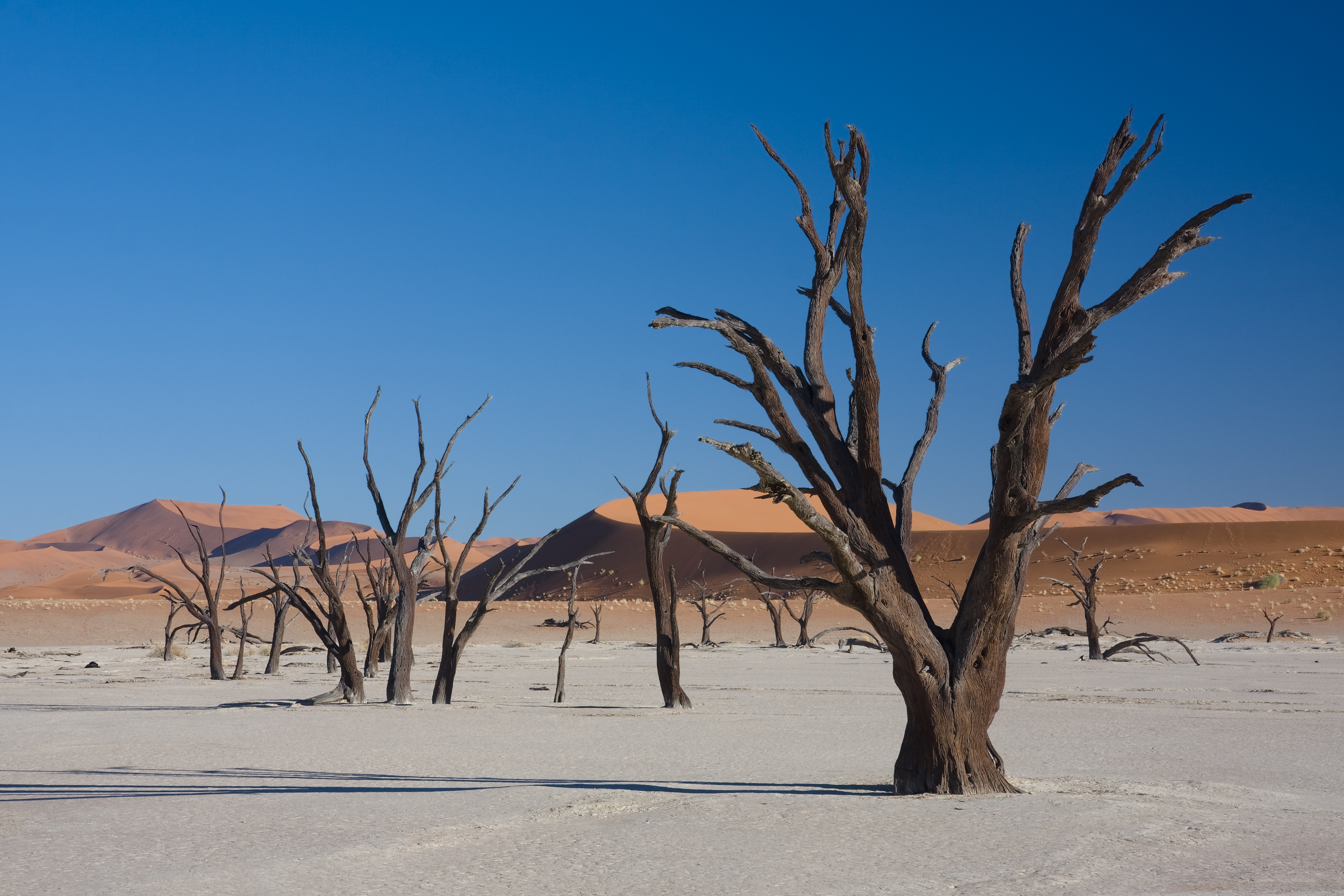
死亡谷內一株已枯死的骆驼刺樹（耳莢金合歡） 。

處死湖，又名死亡谷或死亡湖沼，是西南非洲纳米比亚西南部納米布-諾克盧福國家公園內的一個觀光景點，位於索蘇斯鹽沼旁邊。死亡谷有着著名的白色磐土層，坐擁已有數百年歷史的老樹枯骨遺跡，並與沙漠沙丘相連。
當地原來是一個山丘間的湖或沼澤，由於氣候轉變，令湖水乾涸，而周邊的樹木也於數百年前枯死，形成今日的景況。事實上，「死亡谷」這個名字是錯譯，因為這個字的意思原指「湖」，而不是「山谷」。
死亡谷位處於一座砂岩上的沙丘間，而這些沙丘被指乃現時世界最高的沙丘，高達300–400公尺，平均也有350公尺高。
磐土層形式於雨後，當Tsauchab河泛濫之後，在沙丘上形成大量短暫的淺池，讓骆驼刺樹（亦作刺槐樹）生長。當氣候轉變，旱季降臨，沙丘再度侵蝕磐土層，將淺湖從河流隔絕。淺湖的水乾透後，骆驼刺樹也無法生長而枯死。然而，仍有一些猪毛菜属物種及一種叫做「nara」的灌木叢（Acanthosicyos horridus）生長，因為已經適應了只靠早上的薄霧和非常罕見的降雨存活。樹木餘下的骨架據信已經於600-700年前死亡（大約在公元1340-1430年），現在變成了黑色，因為強烈的陽光將它們燒焦了。儘管沒有化石化成為 硅化木，這些枯木並沒有腐化，因為氣候實在太乾燥 。
在那當地取景拍攝的部分電影包括The Cell、2006年的The Fall及2008年拍攝的印度電影《未知死亡（Ghajini；又譯：《伽金尼》）。

## 圖庫

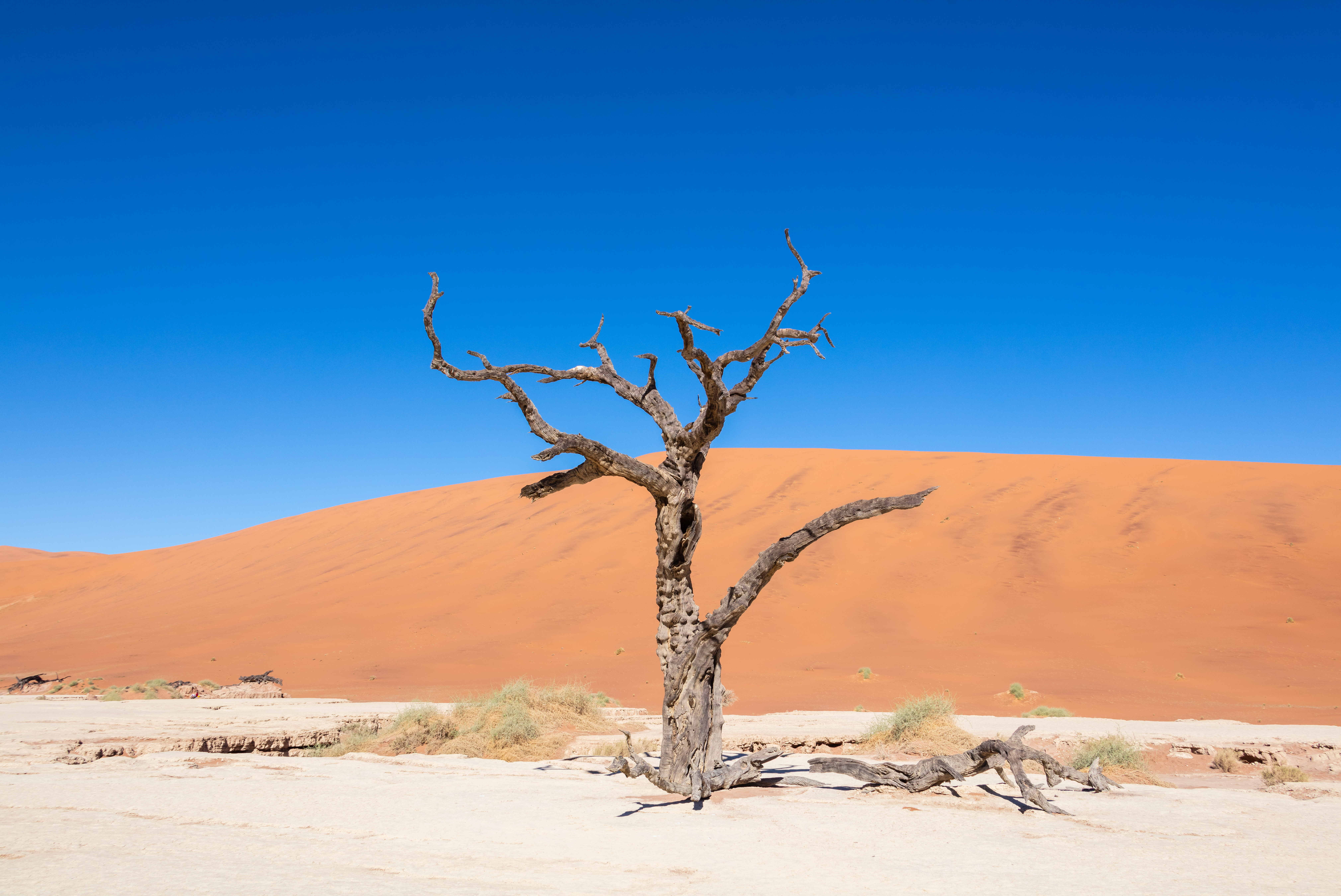
A dried out camel thorn (Vachellia erioloba) in Deadvlei.
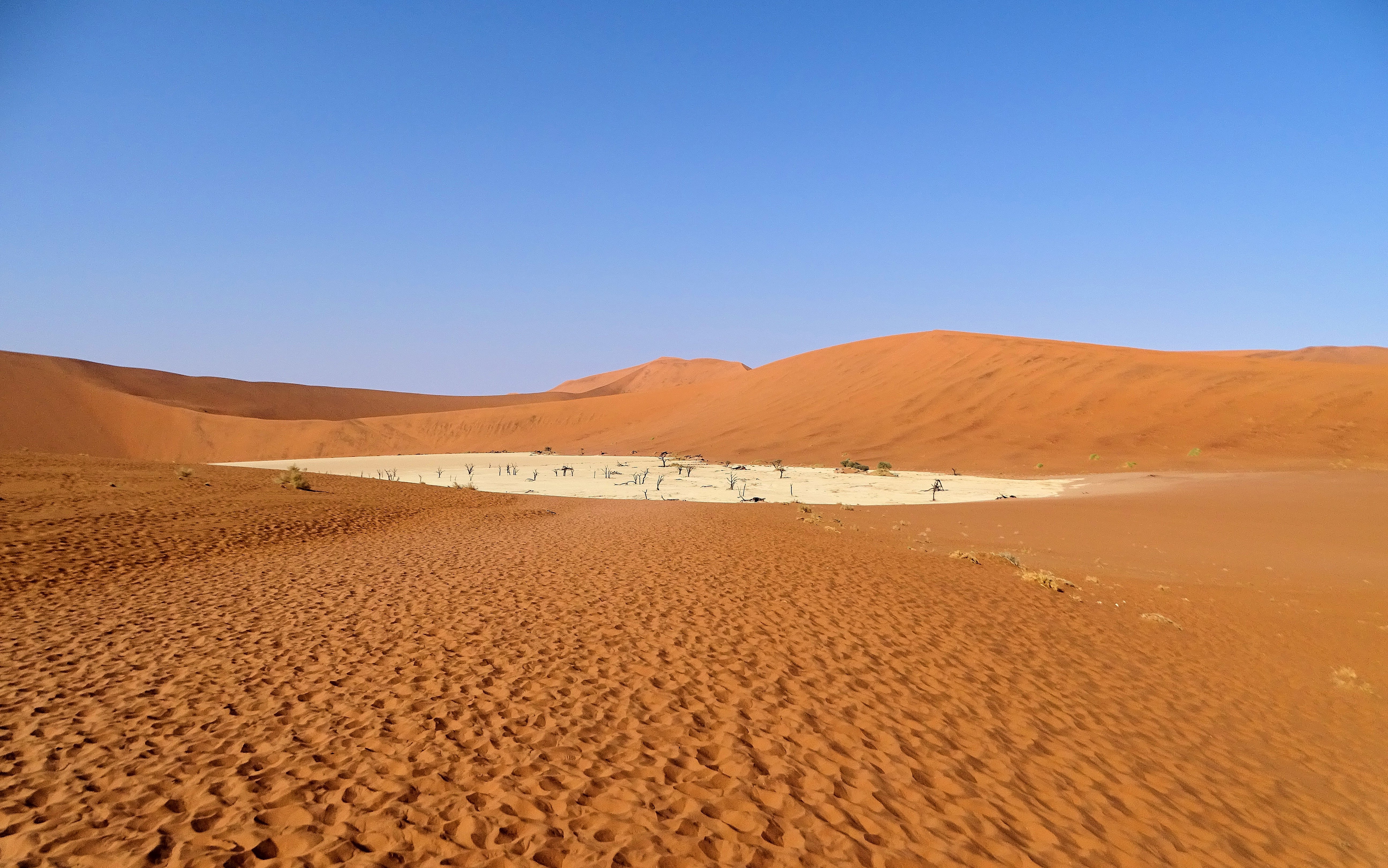
Deadvlei early in the morning before most visitors start arriving.
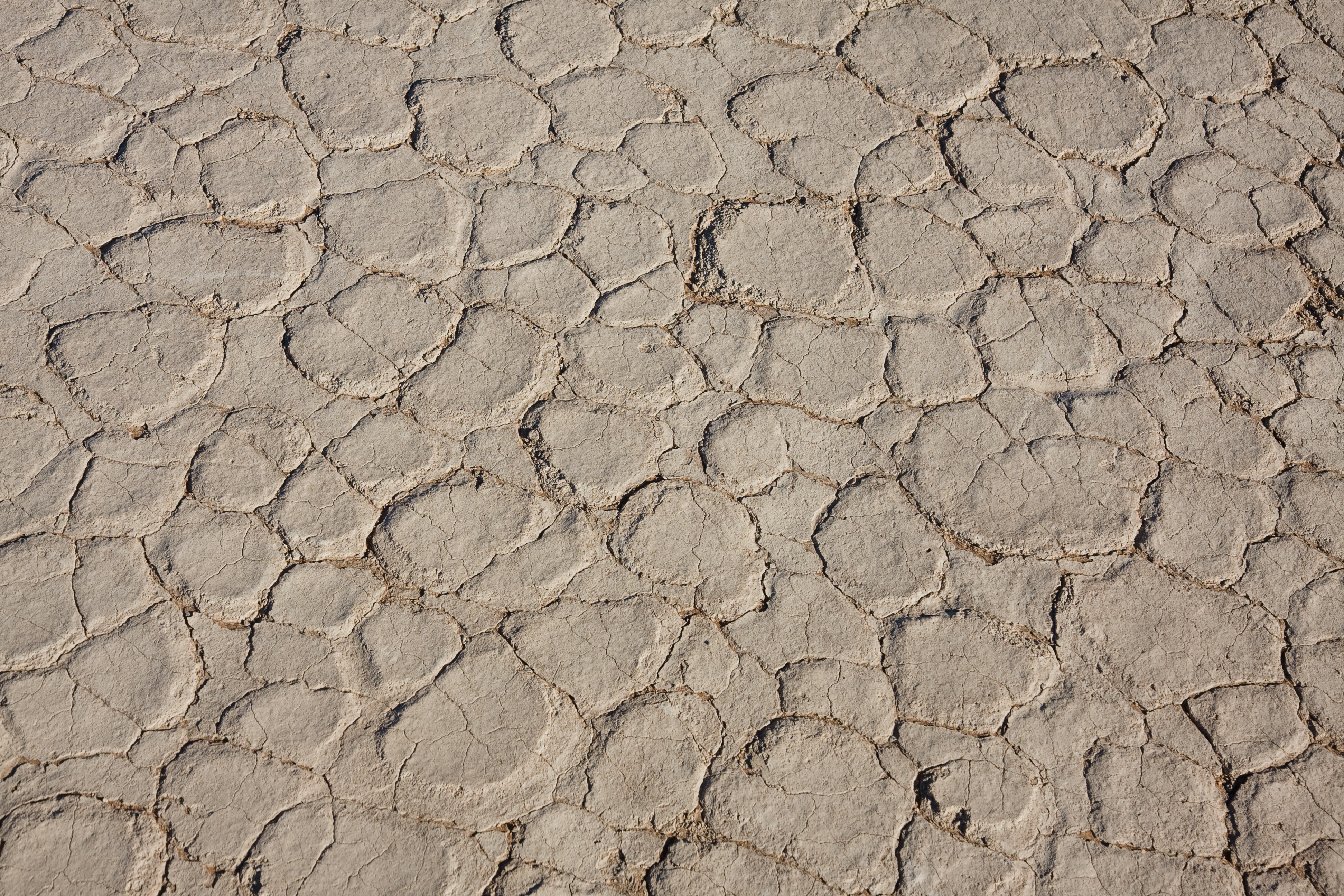
The parched ground in Deadvlei.
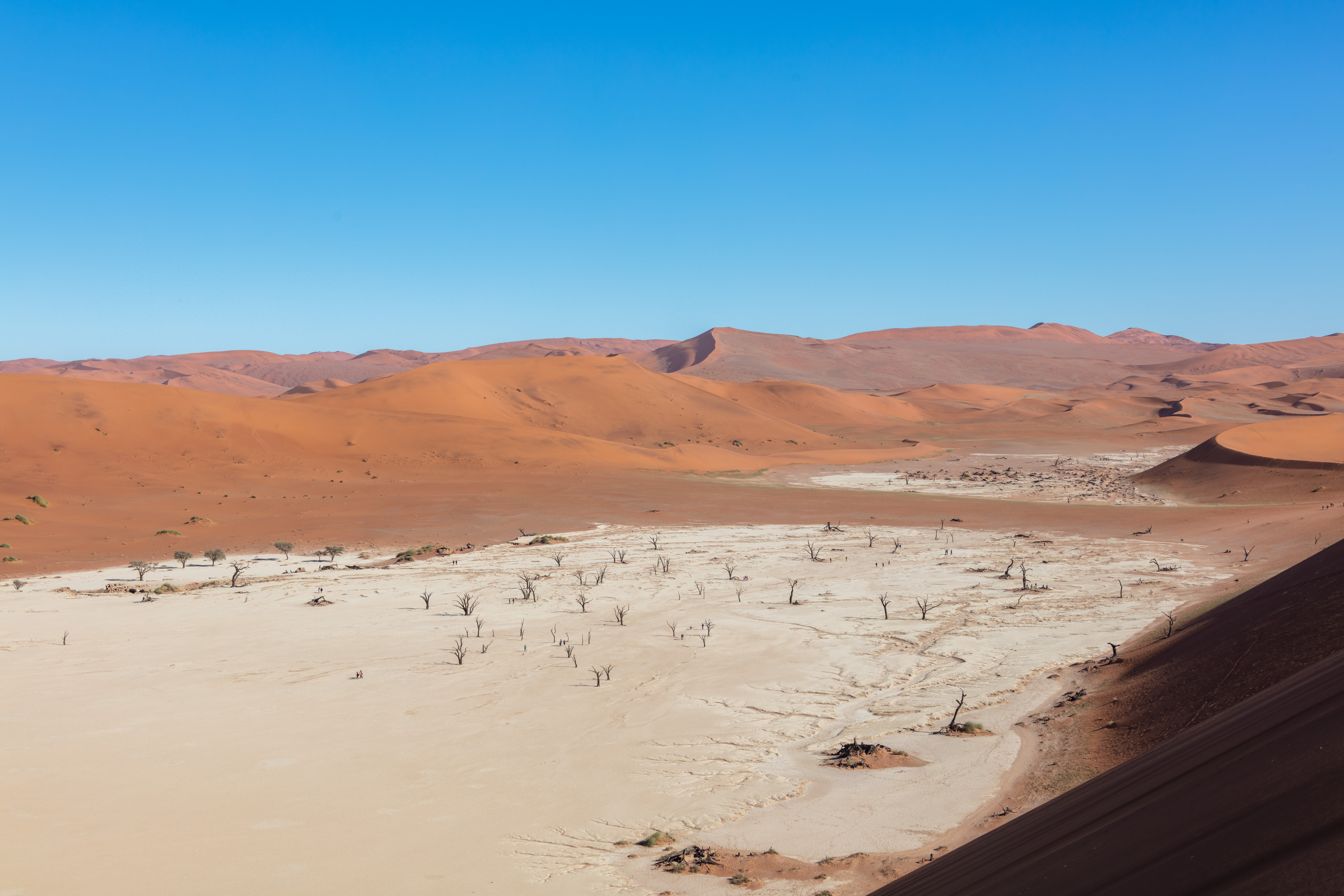
General view of Deadvlei.
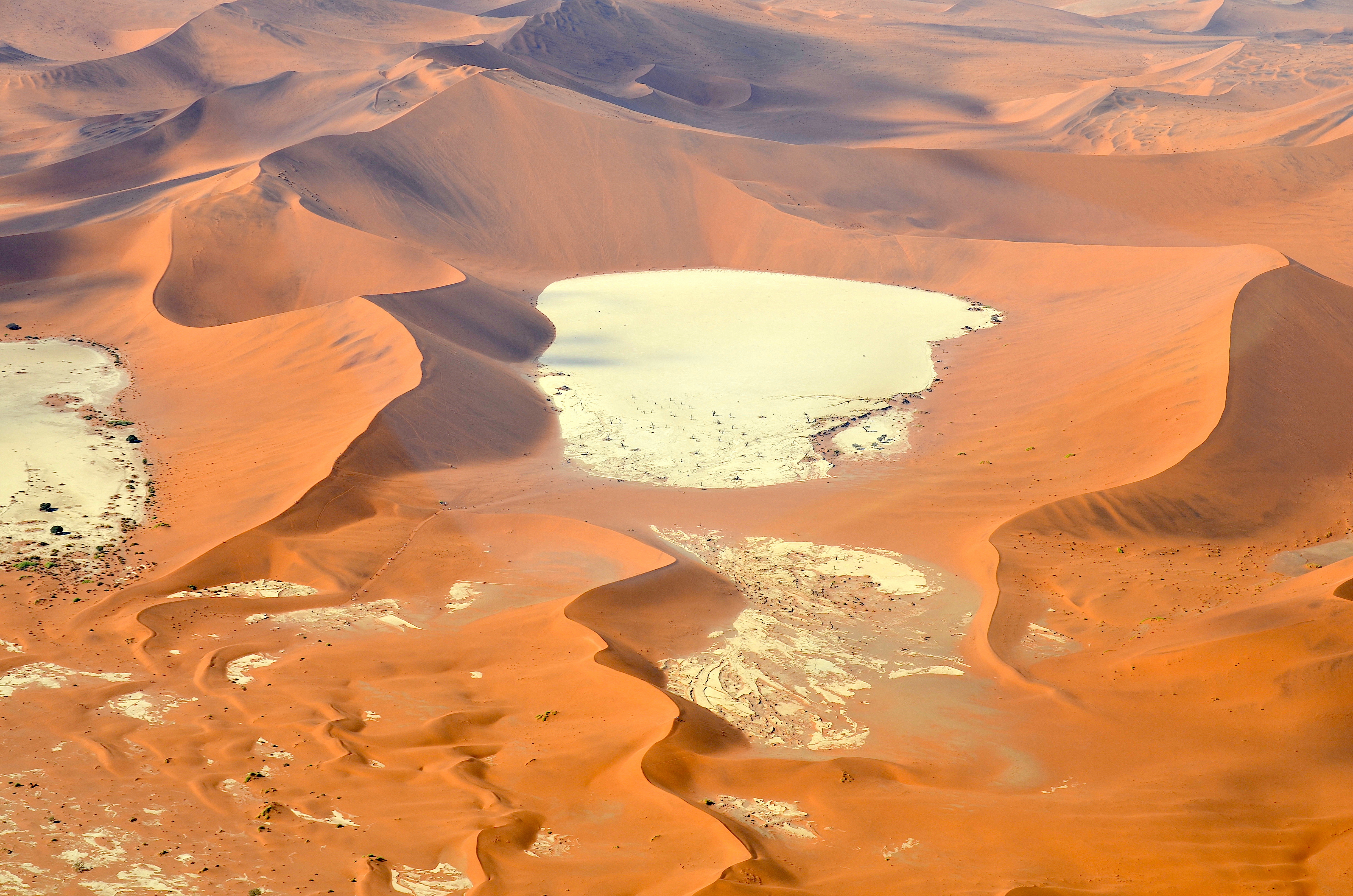
Aerial view of Deadvlei (2017).

## 相關資源
- More information and photos of Deadvlei （页面存档备份，存于）

## 延伸閱讀
- Lancaster, Nicholas. . Quaternary Science Reviews. 2002, 21 (7): 769–82. doi:10.1016/S0277-3791(01)00126-3.
- P & M Bridgeford, Touring Sossusvlei and Sesriem. ISBN 99916-30-77-5

## 外部連結
24°45′35″S 15°17′31″E / 24.75972°S 15.29194°E